# Kazanky
Kazanky (ukr. i ros. Казанки, trb. ros. Kazanki) – wieś na Ukrainie, w Autonomicznej Republice Krymu (de iure stanowiącej integralną część państwa ukraińskiego, w 2014 anektowanej przez Rosję i odtąd funkcjonującej jako Republika Krymu), w rejonie bakczysarajskim. W 2001 liczyła 435 mieszkańców, wśród których 14 wskazało jako ojczysty język ukraiński, 343 rosyjski, 73 krymskotatarski, 4 ormiański, a 1 inny. Według spisu ludności przeprowadzonego przez okupacyjne władze rosyjskie populacja wsi w 2014 wynosiła 358 osób.